# Torre del Burgo
Torre del Burgo es un municipio y localidad española de la provincia de Guadalajara, en la comunidad autónoma de Castilla-La Mancha. El término municipal tiene una población de 493 habitantes (INE 2024).

## Historia
Hacia mediados del siglo XIX, el lugar tenía contabilizada una población de 229 habitantes. La localidad aparece descrita en el decimoquinto volumen del Diccionario geográfico-estadístico-histórico de España y sus posesiones de Ultramar de Pascual Madoz de la siguiente manera:

TORRE DEL VULGO (la): v. con ayunt. en la prov. de Guadalajara (3 leg.), part. jud. de Brihuega (5 1/2), aud. terr. de Madrid (13), dióc. de Toledo (25). sit. en una llanura á la márg. izq. del r. Vadiel, con buena ventilacion y saludable clima; tiene 60 casas; la consistorial; escuela de instruccion primaria, frecuentada por 20 alumnos; una igl. parr. servida por un cura y un sacristan, una ermita (La Soledad): confina el térm. con los de Valdearenas, Hita, Taragudo y Heras de Ayuso: el terreno fertilizado por el Vadiel, es de buena calidad; comprende algo de monte y prados de pastos naturales: caminos: los locales de herradura en buen estado: correo, se recibe y despacha en la estafeta de Torija: prod.: trigo, centeno, cebada, avena, vino, garbanzos y otras legumbres, melones, hortalizas, leñas de combustible y buenos pastos, con los que se mantiene ganado lanar, caballar y mular. pobl.: 57 vec., 229 almas. cap. prod.. 1.215,700 rs. imp.: 131,100. contr.: 6,235.
(Madoz, 1849, p. 71)

## Demografía
Torre del Burgo cuenta con una población de 493 habitantes (INE 2024).
| Gráfica de evolución demográfica de Torre del Burgo entre 1842 y 2021                                               |
| |
| Población de derecho según los censos de población del INE Población de hecho según los censos de población del INE |

| Nacionalidad | Hombres | Mujeres | Total | %      | Proporción |
| ------------ | ------- | ------- | ----- | ------ | ---------- |
| Española     | 30      | 24      | 54    | 11.3 % |            |
| Extranjera   | 243     | 177     | 420   | 88.6 % |            |

Migración
| País      | Hombres | Mujeres | Total | %      | Proporción |
| --------- | ------- | ------- | ----- | ------ | ---------- |
| Bulgaria  | 218     | 167     | 385   | 91.7 % |            |
| Marruecos | 15      | 1       | 16    | 3.8 %  |            |
| Rumania   | 2       | 3       | 5     | 1.2 %  |            |
| Italia    | 2       | 1       | 3     | 0.7 %  |            |
| Ucrania   | 1       | 2       | 3     | 0.7 %  |            |
| Argelia   | 2       | 0       | 2     | 0.4 %  |            |
| Polonia   | 1       | 1       | 2     | 0.4 %  |            |
| Portugal  | 0       | 1       | 1     | 0.2 %  |            |
| Venezuela | 1       | 0       | 1     | 0.2 %  |            |

La población de Torre del Burgo ha crecido en más de un 400 % en los últimos veinte años, debido a la paulatina inmigración de ciudadanos extranjeros, la mayoría de origen búlgaro, aunque también de origen polaco y rumano. Los ciudadanos extranjeros suponen alrededor del 90 % de la población total del municipio, lo que lo convierte en el municipio con mayor porcentaje de población extranjera de España.

## Monumentos y lugares de interés
- Iglesia parroquial (siglo XVII).

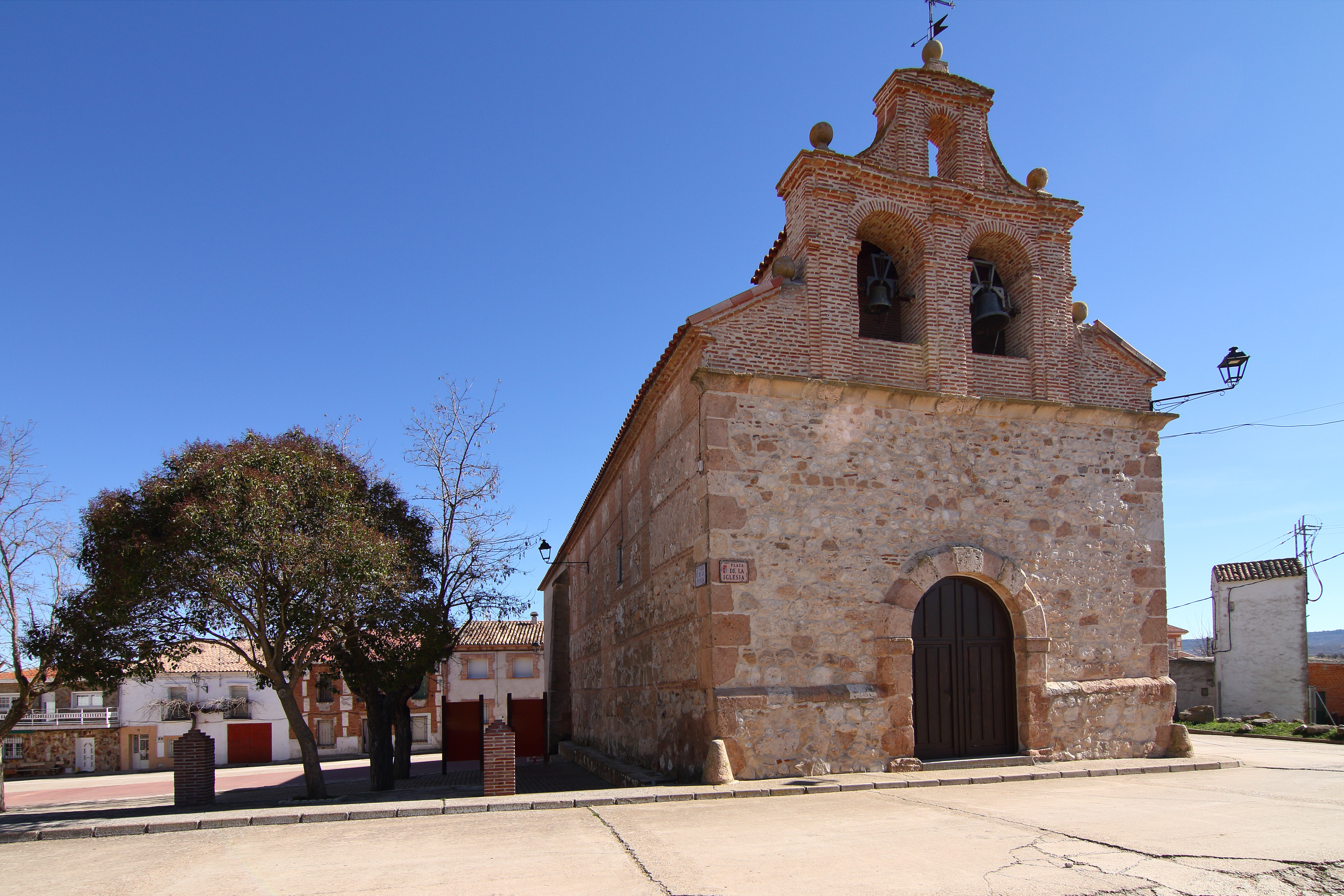
Iglesia parroquial

- Ermita de la Fuente Santa (siglo XVI).[6]